# MDOS (Didaktik)
MDOS era un sistema operativo sviluppato da Didaktik Skalika dal 1991 al 1993 per i suoi home computer Didaktik serie Kompakt. Basilarmente era un sistema tipo DOS con interfaccia a riga di comando che gestiva le operazioni di lettura/scrittura dati ed esecuzione dei programmi su floppy disk. A parte la relativa semplicità, il sistema presentava una certa lentezza nelle operazioni di accesso al disco. Lo sviluppo terminò con l'uscita di produzione dei computer Kompakt: l'ultima versione pubblicata da Didaktik è la 2.0.

## Versioni non ufficiali
Dopo la fine del suo sviluppo ufficiale, un paio di società hanno rilasciato versioni successive dell'MDOS, principalmente per migliorare il sistema originale ma anche per introdurre nuove funzionalità.
La prima versione non ufficiale del sistema è stato l'MDOS 2.1, pubblicato nel 2003 da MTs: rispetto all'originale correggeva un bug del codice, migliorava la velocità di accesso ai dischi ed introduceva il supporto ai dischi IDE tramite una scheda di espansione chiamata divIDE. Lo sviluppo dell'MDOS di MTs è fermo alla versione 2.1.
Un'altra versione del sistema è l'MDOS3, rilasciato a partire dal 2004: supporta anch'esso la scheda divIDE ed è ancora sviluppato. L'ultima versione stabile è la 2008-09-09, l'ultima instabile è la 2009-03-14.